# Maxmilián Hošťálek z Javořice
Maxmilián Hošťálek z Javořice (1564 Žatec – 21. června 1621 Praha) byl český politik, primátor města Žatce a zemský direktor během stavovského povstání.

## Život
Hošťálek pocházel z rodiny, která v Žatci žila nejméně od 2. desetiletí 16. století. Jeho děd Jiřík je písemně doložený jako konšel v roce 1519. Kromě toho, že vlastnil pozemkový majetek, provozoval v radnici lékárnu. Roku 1530 se mu podařilo pozvednout rodinu mezi erbovní měšťany. Jako erbovní figuru si zvolil jelena s hrdlem prostřeleným šípem, jako přídomek "z Javořice".
Rovněž Jiříkův syn Zikmund Hošťálek zasedal v městské radě. V mládí studoval na luteránské univerzitě ve Wittenbergu, kde byl imatrikulován 21. 1. 1535. Sňatkem se svou první ženou, Kateřinou Velechovskou z Vlkové, získal rozsáhlé pozemky v sousední vesnici Velichově. Velichovské zboží s velkým ovčínem tvořilo v budoucnu základ rodinného majetku Hošťálků.

Někdy ve 2. polovině 50. let Zikmund Hošťálek ovdověl. Jeho druhou manželkou se stala Anna Balbínová z Vorličné původem z Hradce Králové. Bylo to i její druhé manželství, před tím byla vdaná za lounského měšťana Václava Slonka. A právě Maxmilián Hošťálek byl prvorozený syn z tohoto spojení. Při stanovení roku Hošťálkova narození lze vycházet ze soudního sporu, který vedli žatečtí úředníci spravující sirotčí majetek proti jednomu z místních měšťanů. Zatímco v roce 1583 ještě Maxmiliána a jeho sestru Salomenu zastupovali jako nezletilé, o rok později už Maxmilián vystupoval jako plnoprávný účastník řízení. Zletilost mužských příslušníků šlechty byla stanovena na 20 let. Na erbovní měšťany se ve třetí generaci, což Maxmilián splňoval, rovněž toto kritérium vztahovalo.

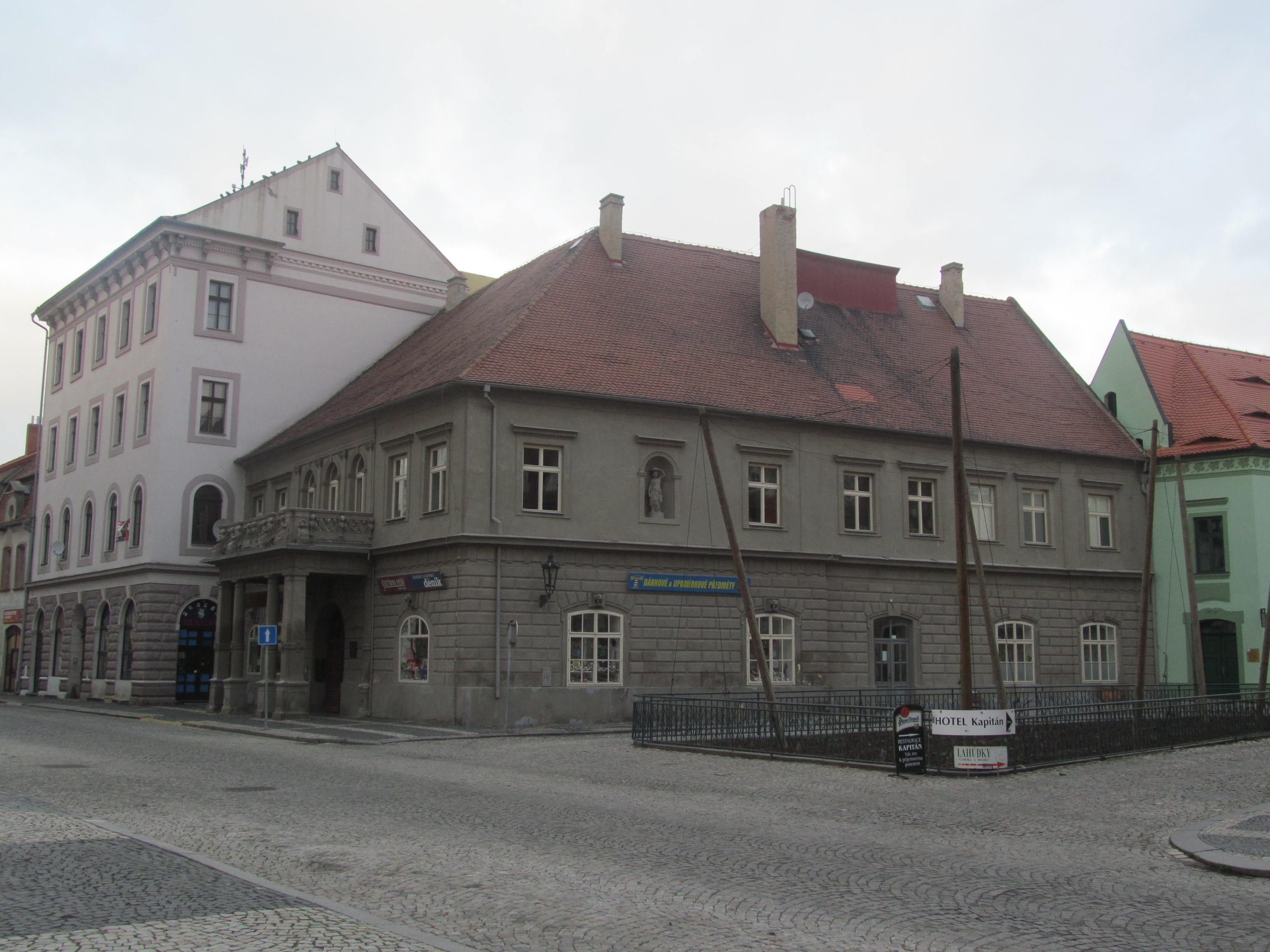
Přestavěný dům čp. 144, který Hošťálek zdědil po otci Zikmundovi

O Hošťálkově mládí a vzdělání není známo nic. Zřejmě navštěvoval některou z městských partikulárních škol, nejspíše mimo rodiště, což bylo u měšťanských synů obvyklé. Není jasné, zda vůbec pobýval v Žatci během zhoubné morové epidemie v letech 1582–1583. Při ní přišlo o život devět jeho dospělých příbuzných, takže se stal jediným mužským příslušníkem rodiny Hošťálků. To znamenalo, že spolu se sestrou zdědil značný majetek v podobě nemovitostí.
V roce 1591 se Hošťálek poprvé oženil. Vzal si Kateřinu Eliščinovou ze zřejmě nejbohatší žatecké rodiny. Zplodili spolu devět dětí, z nichž se dospělosti dožily jen tři. Eliščinová však zemřela v roce 1605. Její epitaf se jmény jejích šesti zemřelých dětí je umístěný v presbytáři kostela svatého Jakuba v Žatci. Krátce nato – přesné datum není známo – se Hošťálek oženil podruhé. I tentokrát si vybral nevěstu z rodiny místního patriciátu. Otcem jeho manželky Doroty byl konšel Jan st. Čínovský. Z tohoto manželství měl Hošťálek šest dětí.
Po roce 1591 se Hošťálek stal jedním z 24 obecních starších. V tomto sboru měl na starosti ekonomiku poddanských vesnic patřících k městským statkům. Konšelem, neboli členem dvanáctičlenné městské rady, byl jmenován roku 1599. Vzhledem ke svému rozsáhlému ovčínu ve Velichově byl v letech 1606 a 1607 zvolen starším cechu soukeníků. Poté, co městu půjčil 1500 míšeňských kop, se v roce 1610 stal v Žatci primátorem. V roce 1604 si jeho sestřenici Annu vzal Pavel Skála ze Zhoře, který se toho roku ve městě usadil.
Z doby Hošťálkova působení ve funkci primátora se nezachovaly žádné zprávy o rozsáhlejších investičních akcích ve městě. Zřejmě významnějším pro město se jeví funkční období primase Jana Peřiny († 1564), za jehož působení byla mj. postavena radnice a kašna. Spolu se svým tchánem Janem Eliščinem ale patřil Hošťálek k hlavním mecenášům v oblasti školství a kultury. Podporoval žatecké mladíky na univerzitních studiích a vzdělance zabývající se literaturou, jak o tom svědčí dedikace v několika jejich knihách.

Hošťálek se angažoval v nekatolické protihabsburské stavovské opozici. Na zemském sněmu 8. června roku 1617 přednesl za městský stav společně s Valentinem Kochanem z Prachové požadavek, aby součástí volebního reversu Ferdinanda II. byla přísaha na Rudolfův Majestát na svobodu náboženského vyznání z roku 1609. Za trest byl ještě v červnu 1617 odvolán z místa žateckého primátora a zřejmě i z městské rady.

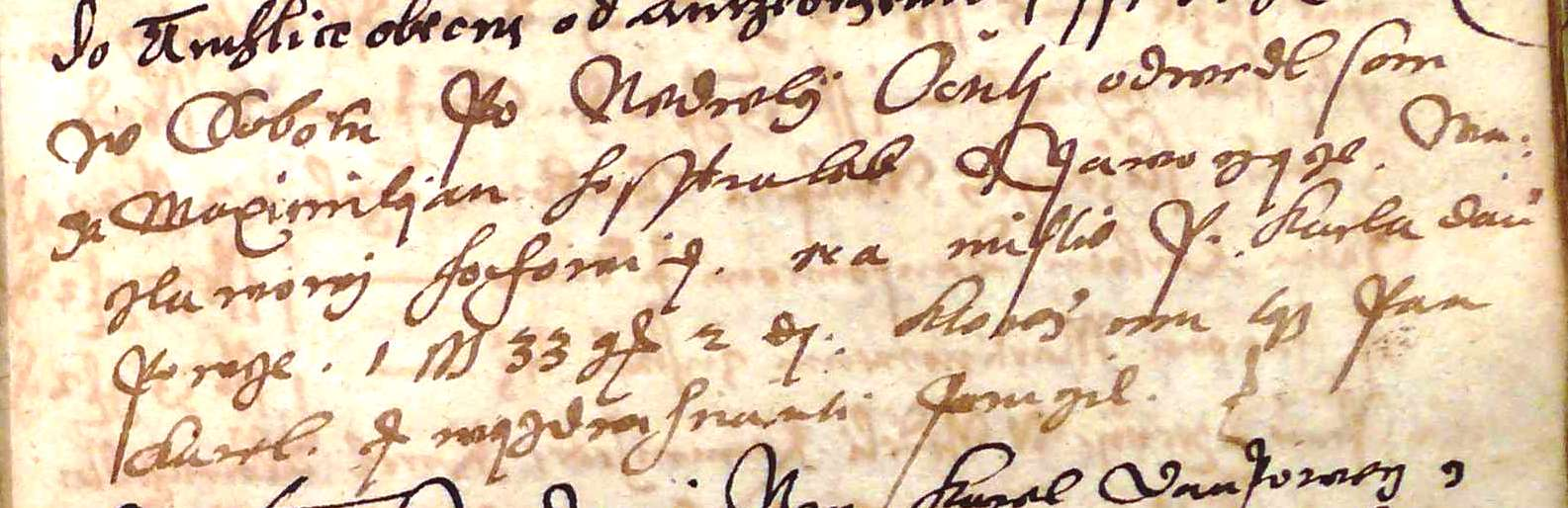
Jediný známý Hošťálkův autograf. Nachází se v trhové knize Holedeče a je z roku 1599

 Po květnové defenestraci roku 1618 byl – nepochybně jako odškodnění – zvolen za jednoho z deseti členů Direktoria za městský stav. Hošťálek se však příliš jeho činnosti neúčastnil. Direktoři ho dokonce museli písemně vyzvat, aby na jednání přijel. Po svém zatčení tvrdil, že opravdu na zasedání direktoria často nejezdil a o projednávaných záležitostech nic nevěděl. Hvězdným okamžikem Hošťálkova společenského postavení se stala neděle 27. října 1619 a následující den. Cestou na pražskou korunovaci v jeho domě přenocoval Fridrich Falcký s manželkou. Podrobnosti pobytu designovaného krále v Žatci popsal podrobně jeho očitý svědek, Pavel Skála ze Zhoře.
Hošťálek byl zatčen v Žatci snad 28. února 1621. Císařem zřízený soudní tribunál ho obžaloval ve třech bodech: a) Volil králem Fridricha Falckého; b) podepsal konfederaci; c) koupil si vesnici Hříškov, kterou stavové konfiskovali klášteru klarisek v Panenském Týnci. Odsouzen byl ke ztrátě cti, hrdla a majetku a 21. června 1621 sťat s dalšími 26 českými stavy. Jeho hlava byla zavěšena na dnes už neexistující Pražské bráně v Žatci, tělo pohřbeno, spolu s ostatky dalšího venkovského direktora Jana Šultyse z Felsdorfu z Kutné Hory, na hřbitově při kostele Panny Marie Na louži v Praze, který stával na dnešním Mariánském náměstí.

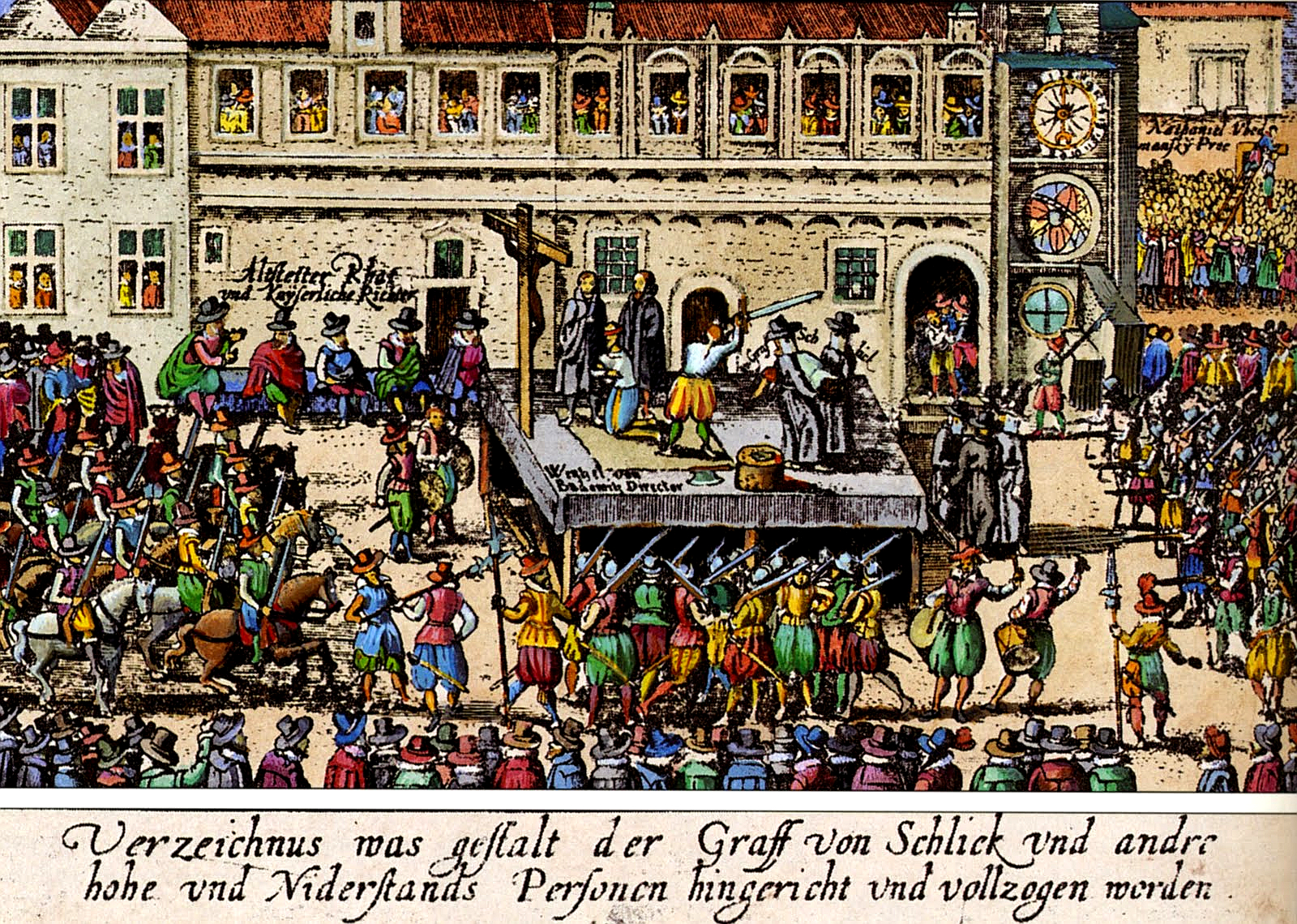
Poprava 27 českých pánů na Staroměstském náměstí

 V roce 1621 byl pořízen soupis Hošťálkova nemovitého majetku. Bývalý primátor a direktor vlastnil v Žatci dva domy, hospodářský dvůr, sedm chalup pro zemědělské dělníky, tři chmelnice, tři vinice, ovocný sad, čtyři louky a jedenáct polí, to vše v hodnotě přes 8000 míšeňských kop. Mimo Žatec vlastnil dvůr Velichov, dvůr v Žiželicích a díl vesnice Hříškov, to v ceně přibližně 5000 kop. Tyto Hošťálkovy statky byly konfiskovány a prodány královskou komorou.
Vdova Dorota někdy na jaře 1626 odešla do exilu, ale už příštího roku se vrátila do Žatce a přestoupila ke katolictví. Důvody byly zřejmě majetkové. Hošťálková měla v Žatci svůj vlastní dům a kromě toho jí královská komora vrátila nemovitosti v hodnotě necelých 1700 kop, které jako věno vnesla do manželství. Kromě toho se znovu provdala. Jejím druhým manželem se v červenci 1629 stal Kryštof Pock z Kadaně, který má v matričním zápisu o sňatku jako povolání uvedeno "žák". V roce 1640 se Dorota spolu se svými dvěma dětmi Juditou a Alexandrem stala obětí morové epidemie. Ještě téhož roku zemřel i Pock.
Hošťálkovi synové Alexandr, Maxmilián, Cyprián a Jan Zikmund studovali od roku 1624 pod dohledem Pavla Skály ze Zhoře na univerzitě v Lipsku.
Alexandr se vrátil do Žatce, zatímco tři zbývající se dali na vojenskou dráhu. Maxmilián a Cyprián, kteří pocházeli z prvního Hošťálkova manželství, sloužili v armádách protihabsburské koalice. V listopadu 1631 se za saského vpádu do Čech v řadách armády Jana Jiřího Saského vrátili do Žatce. Sejmuli otcovu hlavu z brány a nechali ji pohřbít. Po únoru 1632, kdy Sasové i s oběma Hošťálky město opustili, se ale lebka musela vrátit na své místo. Další životní osudy obou bratrů nejsou známé.
Povolení k sejmutí direktorovy lebky a k jejímu pohřbení dosáhl v roce 1637 až syn Maxmiliána Hošťálka z druhého manželství Jan Zikmund. Ten se dal koncem 20. let naverbovat do armády panovníka, který jeho otci nechal setnout hlavu. Dosáhl zde hodnosti hejtmana. V roce 1636 byl povýšen do rytířského stavu. Jan Zikmund se stal jediným dědicem majetku po matce. V roce 1658 se vypravil do Anglie, kde od svého bratrance Adama Striala z Pomnouše, syna bývalého žateckého primátora, získal jeho nemovitý majetek v Žatci a Kadani. Glejt na zpáteční cestu mu vystavil samotný Oliver Cromwell. Jan Zikmund Hošťálek se pak usadil v Kadani, kde v roce 1674 zemřel.